# 航空訓練軍団
航空訓練軍団（こうくうくんれんぐんだん Air Training Command,ATC）はかつてアメリカ空軍に存在した組織。主要軍団レベルの組織であり、司令部はテキサス州ランドルフ空軍基地所在。空軍の人員に対する教育・訓練を目的としている。教育・訓練の中でも飛行訓練が主任務であり、複数の空軍基地で練習機を用いて飛行訓練を実施していた。1993年にアメリカ空軍大学と統合され、航空教育・訓練軍団(Air Education and Training Command)となった。
第二次世界大戦中の1942年7月1日にアメリカ陸軍航空軍の訓練部隊として航空隊飛行訓練軍団(Air Corps Flying Training Command)が設立されたのが前身である。戦時中には規模が急拡大し、飛行訓練のみでも1943年時点で22個航空団を要していた。1946年に航空訓練軍団(ATC)に改編されている。

## 部隊系譜
- 1942年 1月23日：航空隊飛行訓練軍団(Air Corps Flying Training Command)として設立。
- 1942年 3月15日：陸軍航空軍飛行訓練軍団(Army Air Forces Flying Training Command)に改編。
- 1943年 7月31日：陸軍航空軍訓練軍団(Army Air Forces Training Command)に改編。
- 1946年 7月 1日：航空訓練軍団(Air Training Command)に改編。
- 1993年 7月 1日：アメリカ空軍大学との統合により、航空教育・訓練軍団(Air Education and Training Command)に改編。